# Metamorfosi (manga)
Metamorfosi (変身?, Henshin) è un manga hentai scritto dal mangaka nippo-americano ShindoL. Pubblicato tra il luglio del 2013 ed il marzo del 2016 col titolo Emergence dalla casa editrice giapponese Wanimagazine, il manga ha ottenuto notorietà per la trama cupa e deprimente.
Henshin è stato ripubblicato col nuovo titolo Metamorphosis dalla casa editrice statunitense FAKKU books digitalmente il 10 novembre 2016 e fisicamente il 1º marzo 2017.
L'edizione italiana è stata pubblicata il 2 novembre 2023 dalla Magic Press.

## Trama
Saki Yoshida, una studentessa delle scuole medie asociale, decide di fare un grande cambiamento della sua vita all'inizio del liceo, cominciando a truccarsi e a socializzare coi suoi compagni di classe.
Il nuovo fascino di Saki colpisce tutti, dai ragazzi della sua età agli uomini, e inizia a fare amicizia con molte sue compagne con cui esce spesso. Durante una delle loro solite passeggiate Saki rimane da sola, poiché doveva andare a comprare una rivista; è proprio nel negozio che incontra un ragazzo un po' più grande rispetto a lei, Hayato. Quest'ultimo inizia a flirtare con Saki, insistendo nel volerle comprare la rivista e ribadendo più volte quanto lei sia bella, anche più delle modelle in copertina. I due vanno in un karaoke lì vicino, ma alla fine la situazione precipita: Hayato approfitta dell'ingenuità di Saki per ubriacarla, baciarla e, dopo averle fatto ingoiare delle pastiglie, consuma un rapporto sessuale con quest'ultima. Saki non è consenziente, ed essendo sotto l'effetto di sostanze stupefacenti si fa un'idea completamente errata della situazione e pensa che ciò che sta provando non è l'effetto della pastiglia, bensì l'amore che lei prova per Hayato. Dopo quell'appuntamento i due decidono di rivedersi più spesso in Love hotel di nascosto da tutti; ed è questo che segnerà l'inizio della fine della ragazza.
Saki fa sempre più uso di sostanze stupefacenti, ma solo quando è in presenza di Hayato poiché è lui il suo fornitore occasionale.
Nel frattempo si accorge che per inserirsi meglio nel suo gruppo di amiche ha bisogno di comprare gli stessi accessori costosi. Le sue compagne le consigliano di affidarsi ad un'applicazione di appuntamenti a pagamento con anziani e uomini di mezza età molto ricchi, con cui non c'è bisogno di far sesso, ma solo di programmare una cena a lume di candela. Accetta e si ritrova a cenare con un uomo parecchio più vecchio rispetto a lei, che con la scusa di darle molti più soldi rispetto al dovuto la porta in un Love hotel e consuma con quest'ultima un rapporto sessuale.
Per combinazione, un compagno di classe di Saki li vede entrare nel Love Hotel e scatta una foto. Da quel momento, lui e i suoi amici la ricatteranno sessualmente, avendo continuamente rapporti con lei di nascosto negli ambienti della scuola. Inizia a diffondersi la voce, e la reputazione di Saki ne risente tanto da essere allontanata e perfino bullizzata dalle sue compagne di classe.
La vita di Saki subisce un crollo esponenziale nel momento in cui il padre, stupefatto dalla somiglianza di sua figlia alla moglie da giovane, violenta la ragazza. L'uomo continuera a violentarla di nascosto per diversi giorni. Quando la madre lo scopre, viene sviata dal padre, che le fa credere di essere stato sedotto dalla figlia.
Saki, che vedeva nella madre la persona di cui si poteva più fidare, viene malmenata da questa, accusata di aver rovinato la loro famiglia e cacciata di casa.
Saki è ormai da sola e l'unica persona a cui può affidarsi è Hayato, che accetta di ospitarla a casa sua a patto che lei lo aiuti ad esaurire i suoi debiti prostituendosi. La ragazza ormai non va più a scuola, fa uso di droghe pesanti giornalmente e asseconda i voleri di Hayato, l'unica persona a cui lei si senta veramente legata, e per cui ha sviluppato una vera e propria ossessione. Su richiesta di Hayato, si tinge i capelli di biondo, si fa abbronzare la pelle e si fa fare diversi piercing e tatuaggi degradanti. Finisce anche incinta, ma Hayato la costringe ad abortire.
Dopo aver scoperto che la ragazza è stata derubata di tutti i suoi soldi subito dopo aver fatto di nuovo uso di stupefacenti, Hayato perde le staffe e lascia Saki per strada nel cuore della notte.
La ragazza, presa da una crisi, fa l'errore di drogarsi in un parchetto pubblico, dove viene approcciata e violentata da due senza tetto, uno dei quali dichiaratamente infetto da delle malattie veneree.
La mattina successiva Saki scopre di essere incinta per la seconda volta. Decide di tenere il bambino, guadagnare per lui e smettere di drogarsi. Inizia a vivere in strada, elemosinare e continuare la sua vita da prostituta, adesso trovandosi costretta ad avere rapporti pericolosi senza protezioni con altri malati. Mentre le cresce la pancia, il degrado fisico e morale di Saki raggiunge il suo apice. Ormai dipendente dalle droghe, continua a usarle anche se incinta e presa dai sensi di colpa.
Col passare del tempo Saki accumula diversi soldi, che le vengono però rubati da un gruppo di bulli che, considerandola una ladra e una barbona, la picchiano violentemente prendendola a calci in pancia con l'intenzione di fare soffrire il feto. In seguito la ragazza insanguinata si rifugia in un bagno pubblico e si guarda allo specchio. Inorridita dalla persona che è diventata, frantuma lo specchio e usa la droga che le è rimasta tutta insieme in una dose sola. La storia si conclude con uno sguardo a come sarebbe stata la vita futura di una Saki ripulita con la sua adorata figlia, probabilmente un sogno lucido di Saki mentre muore di overdose.

## Accoglienza
Metamorfosi ha acquisito la sua notorietà in occidente nel 2016 e nel 2017, quando diverse recensioni e discussioni del manga che descrivevano universalmente la sua trama come estremamente deprimente e traumatizzante sono apparse su imageboard e YouTube. Il lavoro è stato anche elogiato per la sua narrazione e qualità editoriale.

## Analisi
Metamorfosi è stato visto da alcuni come ispirato da La metamorfosi di Franz Kafka.

## Edizioni
- (JA) Shindo L, Henshin (変身?), Wanimagazine, 26 marzo 2016.[7]
- (EN) Shindo L, Metamorphosis, 10 novembre 2016, ISBN 978-1-63442-060-0.[1]
- (FR) Shindo L, Metamorphose, traduzione di Nicolas Pujol, Niho Niba, 24 gennaio 2019.[8]
- Shindo L, Metamorfosi, Magic Press, 12 novembre 2023, ISBN 978-8869132100.[4]
- (PL) Shindo L, Metamorfoza, 10 gennaio 2024, ISBN 978-8396492593.[9]